# Temascal
Temascal (från nahuatl temaz = ånga och calli = hus) är en uråldrig badform som har praktiserat i hela Mexiko och Centralamerika. I vissa trakter där naturlig ånga har förekommit är detta ofta en hålighet i marken där en badritual med rening med hjälp av örter och rök har praktiseras, på andra platser är det en lerbyggnad nersänkt i marken med möjlighet till uppvärmning i stil med en vedeldad bastu.